# Relația dintre Biserica Ortodoxă Română și Garda de Fier
Relația dintre Biserica Ortodoxă Română și Mișcarea legionară a fost în ambivalentă, biserica ca instituție nesusținând în mod explicit partidul. Unii clerici, cum ar fi Arsenie Boca, s-au opus mișcării, iar alții, cum ar fi Nicolae Bălan (care ulterior a intervenit la mareșalul Ion Antonescu pentru a opri deportarea evreilor din Vechiul Regat în lagărele din Polonia), au susținut-o în mod public. 
Biserica Ortodoxă Română a promovat o variantă proprie de naționalism, în care credința ortodoxă făcea parte din identitatea românească. Cu toate acestea, după anii 1920, ortodoxia în politică s-a asociat cu fascismul și antisemitismul. Cel mai celebru teolog ortodox din acea perioadă, Nichifor Crainic, a fost, de asemenea, un important gânditor rasist, fascist și antisemit, publicând în revista Gândirea numeroase texte ce îmbinau naționalismul cu antisemitismul și fascismul. Filosoful legionar Nae Ionescu susținea că ortodoxia este inseparabilă de identitatea românească.

## Ortodoxia Gărzii de Fier
O temă majoră în ideologia Gărzii de Fier a fost ortodoxismul, care a separat-o de alte mișcări din cadrul fascismului european. În timp ce fascismul italian și nazismul german manifestau o anumită independență, dacă nu chiar o ostilitate totală, față de Biserică, Garda de Fier combina misticismul ortodox cu autohtonismul și tradiționalismul românesc. În timp ce Garda de Fier împărtășea antisemitismul cu omologii lor occidentali, avea un antisemitism al societăților mai tradiționale, văzând evreii ca exponenți ai modernității pe care o respingeau.

## Colaborarea preoților cu Mișcarea legionară
Mulți preoți au fost activi în Garda de Fier. Funeraliile lui Ion Moța și Vasile Marin au fost conduse de peste 200 de preoți.
După ce comunismul a ajuns la putere, unii preoți legionari au colaborat cu autoritățile, iar alții au fost închiși.
Sfântul Sinod al Bisericii Ortodoxe Române a avut totuși o atitudine mai rezervată. Patriarhul Miron Cristea avea vederi antisemite și profasciste, susținând totuși vag mișcarea. Au existat excepții, cum ar fi mitropolitul Nicolae Bălan (care ulterior a intervenit la mareșalul Ion Antonescu pentru a opri deportarea evreilor din Vechiul Regat în lagărele din Polonia), care era un susținător public.
Preoți și studenți la teologie au făcut parte din echipele morții, atât în cele implicate în asasinate (4 dintre asasinii lui Mihai Stelescu erau studenți la teologie), cât și în cele implicate în pogromuri. Printre participanți se numărau și Teoctist Arăpașu (viitor patriarh) și Bartolomeu Anania (viitor arhiepiscop al Clujului). După pogrom, 422 de preoți au fost arestați.

## Biserica Ortodoxă Română și fascismul în perioada interbelică
Pe lângă Mișcarea legionară, și alte partide fasciste, cum ar fi Partidul Național Creștin. Însuși patriarhul Miron Cristea a fost un politician profascist.

## După 1989
După revoluția din 1989, mai multe organizații neolegionare și neofasciste au fost susținute de anumiți preoți. Un cunoscut prolegionar a fost călugărul Iustin Pârvu. Un alt exemplu, în 2000, la Mănăstirea Sâmbăta de Sus din Făgăraș a fost organizată o întâlnire a tinerilor români fasciști.
În 2011, un grup de călugărițe de la Mănăstirea Petru Vodă i-au cântat arhimandritului Iustin Pîrvu o melodie numită „Sfântă tinerețe legionară” („Sfântul tânăr legionar”). Acest cântec, scris de Radu Gyr, a fost unul dintre simbolurile Gărzii de Fier. Evenimentul a atras un protest oficial din partea Centrului de Monitorizare și Combaterea Antisemitismului, în timp ce Biserica Ortodoxă Română a refuzat să comenteze.

## Apariția Legiunii (1927–1938)

### Baza bisericii
LANC ultra-naționalist și antisemit al lui Cuza a fost critic la adresa ierarhiei Bisericii Ortodoxe și nu avea sprijin în rândul clerului.  Spre deosebire de Cuza, Codreanu a simțit un adevărat simț al datoriei față de Biserică și cler. În plus, narațiunea sa politică a fost neîncărcată de respingerea fățișă a Vechiului Testament de către Cuza. Legiunea sa concentrat pe teme ortodoxe tradiționale precum virtutea, sacrificiul și regenerarea. Toate acestea au făcut ca organizația lui Codreanu să fie din ce în ce mai atractivă pentru preoții ortodocși de rând. Statutul social al preoților din România rurală le-a conferit un prestigiu unic și le-a făcut atuuri importante pe care legionarii au căutat să le recruteze. Numărul total de preoți ortodocși care s-au alăturat Legiunii până la mijlocul anilor treizeci a fost foarte mare. Documentele de arhivă oferă nume pentru câteva sute, dar estimările numărului total sunt mai aproape de două mii (până la 26% din toți preoții ortodocși români). Potrivit unui raport al poliției din 1937, 1,2% dintre legionari au fost hirotoniți preoți. Dincolo de simple numere, preoții erau predispuși să-și asume roluri de conducere în cadrul organizației datorită prestigiului lor; de asemenea, au acordat organizației acces la bisericile lor și au îndeplinit ritualuri în numele Legiunii. Toate aceste aspecte au contribuit ca Legiunea să fie atât de des asociată cu Biserica Ortodoxă Română.
Asemenea preoților hirotoniți, studenții de teologie ortodoxă s-au alăturat Legiunii în număr mare. În universități, aceștia au jucat un rol semnificativ în acțiunile violente menite să preia controlul asupra căminelor și cantinelor. O investigație efectuată într-un cămin studențesc din București în 1932 a constatat că comitetul de conducere a pierdut complet controlul asupra unității, deoarece bandele de studenți la teologie se luptau cu studenții din alte facultăți, iar legionarii foloseau în mod regulat clădirea pentru a ține întâlniri.